# Maqellarë
Maqellarë är en kommundel och tidigare kommun i Albanien.   Den ligger i Dibër prefektur i den nordöstra delen av landet, 60 km nordost om huvudstaden Tirana.
Omgivningarna runt Maqellarë är en mosaik av jordbruksmark och naturlig växtlighet.  Runt Maqellarë är det ganska tätbefolkat, med 199 invånare per kvadratkilometer.